# Hermigua
Hermigua är en kommun i Spanien. Den ligger i provinsen Santa Cruz de Tenerife i den autonoma regionen Kanarieöarna i sydvästra delen av landet, 1 800 km sydväst om huvudstaden Madrid. Antalet invånare är 1 887 (2024). Arean är 39,16 kvadratkilometer. Hermigua ligger på ön La Gomera. Hermigua gränsar till Agulo, Alajeró, Vallehermosa och San Sebastián de la Gomera.